# Bruno Petzold

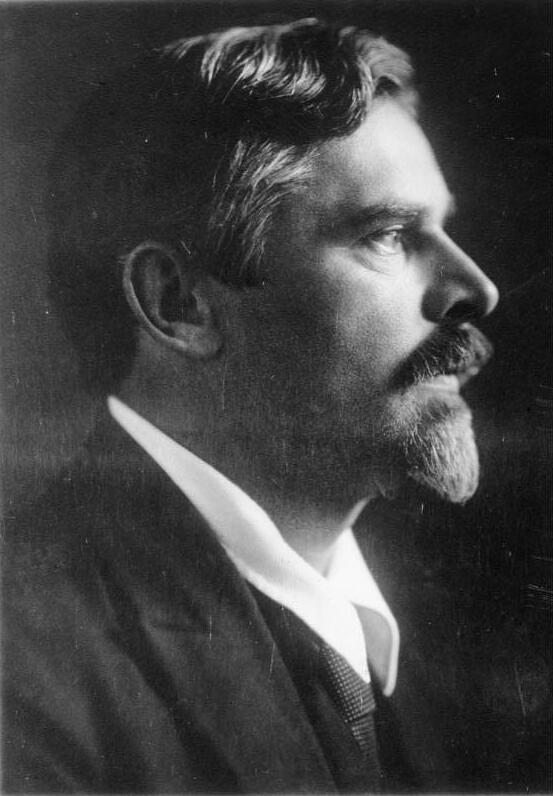
Bruno Petzold, cca 1928

Bruno Petzold (n. 3 august 1873, Wrocław, Silezia, d. 1949, Karuizawa, Japonia) a fost un jurnalist și scriitor german, cunoscut pentru studiile sale despre budism și filosofie comparată.
După absolvirea liceului la Racibórz, Petzold s-a înscris la Universitatea din Leipzig, unde a studiat timp de un an și jumătate științe economice, istorie, filosofie, religie și artă. În această perioadă a cunoscut-o pe viitoarea soție, Hanka Schjelderup, o pianistă și cântăreață bel canto norvegiană care era cu 11 ani mai în vârstă decât el.
Între 1895-1897 a studiat economie politică la Universitatea Kaiser Wilhelm din Berlin, iar apoi a locuit la Paris până în 1902, de unde a scris articole pentru reviste germane precum „Bühne und Welt”. Între 1902 și 1907 a locuit la Londra, unde a fost corespondent pentru ziarul german Hamburger Nachrichten. În 1905 s-a născut fiul lor, Arnulf Heimdal.
În 1908 s-au dus în China, unde Petzold a devenit redactor-șef al ziarului Tageblatt für Nordchina“ din Tianjin, dar în 1909 soției i s-a oferit un post de profesoară de muzică la Academia de Muzică din Tokio, Japonia, iar după ce Petzold a reușit să-și aranjeze un post de corespondent la Tokio pentru ziarul „Kölnische Zeitung”, familia s-a mutat la Tokio. 
În 1917 Petzold a început să predea limbile germană și latină la Dai-ichi Kōtōgakkō, o școală pregătitoare pentru Universitatea Imperială Tokio, post pe care l-a avut până în 1943. În paralel, preda și la două universități, Universitatea Chūō și Universitatea Risshō, la Școala de Artilerie a Armatei și la Școala Superioară Seikei. Fiind foarte bine plătit- doar de la Dai-ichi Kōtōgakkō avea în 1925 un salariu lunar de peste 400 de yen/lună, într-o perioadă când un funcționar avea cam 30 de yeni, iar un muncitor 2 yeni pe lună- Petzold și-a adunat o bibliotecă vastă de cărți și obiecte de artă, marea parte a colecției aflându-se în prezent (2012) în grija Universității Harvard, SUA, iar altă parte la Biblioteca Națională a Australiei.
Petzold a fost interesat de budism imediat după ce a ajuns în Japonia, dar o vizită la templul Zenkōji, prefectura Nagano, în 1917, se pare că l-a inspirat să se ocupe serios de acest studiu. A studiat la început cu Hoshino Hikoshiro, un istoric al religiei șinto, apoi cu Shimaji Daitō, călugăr al sectei budiste Jōdō și bun cunoscător al filosofiei diferitelor secte budiste. După moartea acestuia din urmă, în 1927, a studiat cu un discipol al lui Daitō, Hanayama Shinshō, pe care Daitō îl rugase pe patul de moarte „să aibă grijă de Petzold.” Între 1927 și 1944 aceștia se întâlneau „cel puțin de două ori pe săptămână, fie că ploua fie că era soare.” În afară de acești trei profesori de bază, Petzold a mai studiat și cu Sakata Chikai, profesor la universitatea budistă Taishō Daigaku.
În 1923 lui Petzold i-a fost conferit titlul de sōzu de către secta Tendai, el fiind primul european care a fost onorat cu acest titlu. În 1928 a fost ridicat la gradul de daisōzu, iar în 1948 a fost numit sōjō. Postum, i-a decernat înaltul titlu gondai sōjō (oarecum similar cu „episcop” în bisericile creștine).

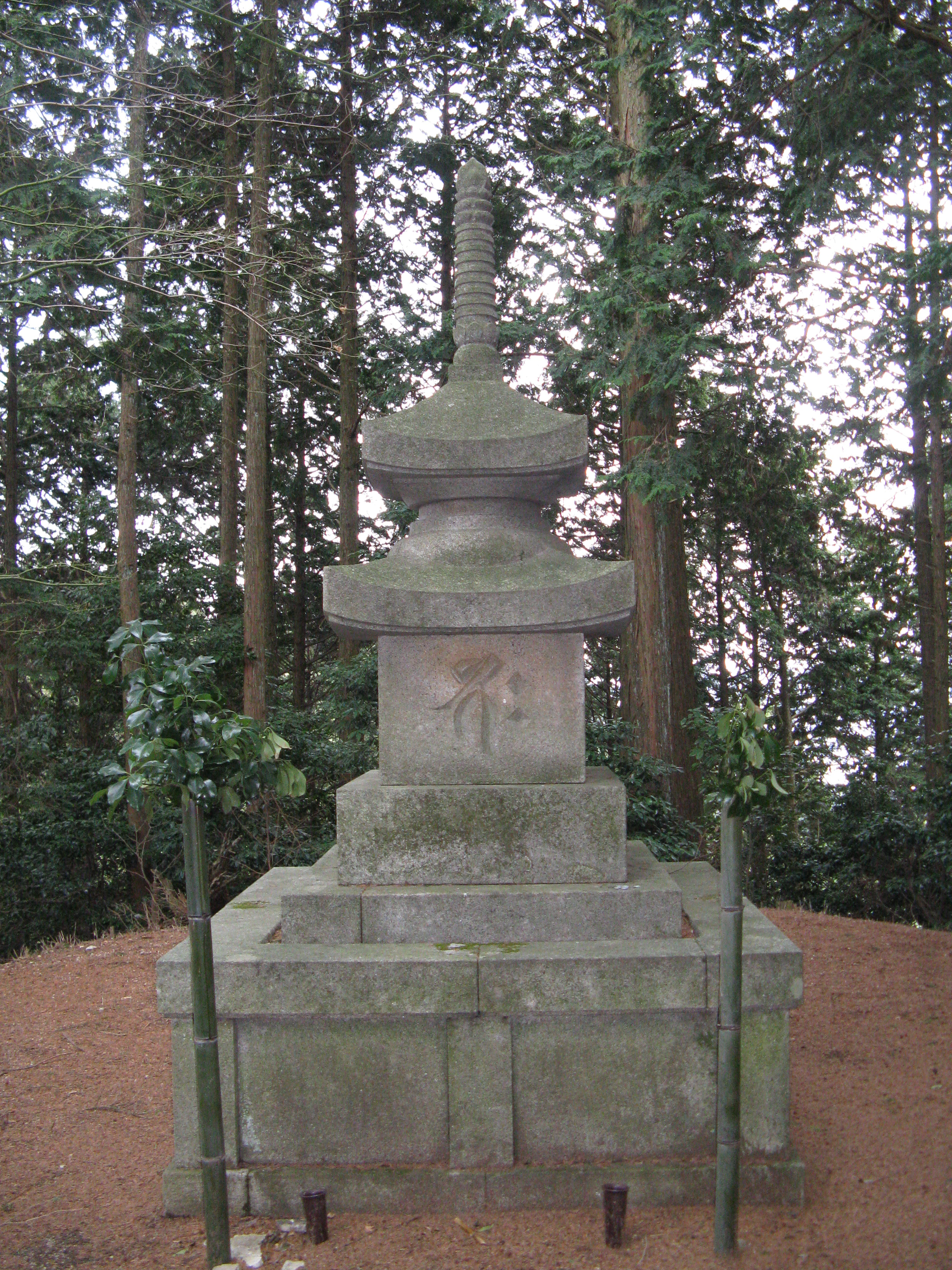
Mormântul lui Bruno Petzold și al soției, Hanka Schelderup Petzold, de pe Muntele Hiei

## Scrieri
- Bruno Petzold, Shotaro Iida, Buddhist prophet Nichiren: a Lotus in the Sun, Hokke Jānaru, 1978
- Die Triratna; Grundsätzliches űber das Wahre des Buddhismus. Jubilaumsband herausgegeben von der Deutschen Gesellschaft (Nature, -Volkerkunde) Ostasiens 2 (1933)
- Goethe und der Mahāyāna Buddhismus (1936)
- Les classifications du Bouddhisme, Maison Franco Japonaise (1937)
- Japanese Buddhism: A Characterization, Part 6 (Kobo Daishi), The Research Institute of Esoteric Buddhist Culture, Koyasan University, 1990
- Tendai Buddhism: Collection of the Writings of Bruno Petzold. International Buddhist Exchange Center, 1979 (1979)
- Die quintessenz der T’ien-t’ai (Tendai), ed. O. Harrassowitz, Studien zur Japanologie, Wiesbaden (1982)
- The Classification of Buddhism=Bukkyō Kyōhan, în colab. cu Shinshō Hanayama; ed. Shohei Ichimura (1995)
- ペツォルト夫妻を記念する会 (Petsoruto fusai wo kinensuru kai),比叡山に魅せられたドイツ人(Hieizan ni miserareta doitsujin),, 2008

## Premii și distincții
- Universitatea British Columbia din Canada acordă anual o bursă în numele lui Petzold
- În Japonia există o asociație memorială a cuplului Petzold